# 王槩
- 王概

王 槩（おう がい、1645年-1710年以後）は、清の康煕年間に南京で活躍した文人、画家。詩文・画・篆刻にすぐれ、画は大幅の山水画を得意とし、人物・花鳥画も善くした。絵画教本『芥子園画伝』を弟二人とともに制作したことで最も知られる。初名は王匄。字は東郭、または安節。

## 家族
父は王輔（1626年-?）。一般に王之輔と記される。字は左車。浙江省嘉興府秀水県の人。一家で南京城外莫愁湖畔に住んだ。王槩はその長男。遺民詩人方文（字は爾止。1612年-1669年）のむすめを妻とした。弟に王蓍（字は宓艸。1649年-1737年）と王臬（字は司直）がいる。兄弟3人はともに詩画に長けた。王蓍の岳父張惣（僧持。1619年-1695年）も遺民として生きた文人である。長命の王蓍は、雍正11年（1733年）に故郷の全椒から南京に移居してきた呉敬梓（『儒林外史』の作者）とも交遊があった。

## 交遊

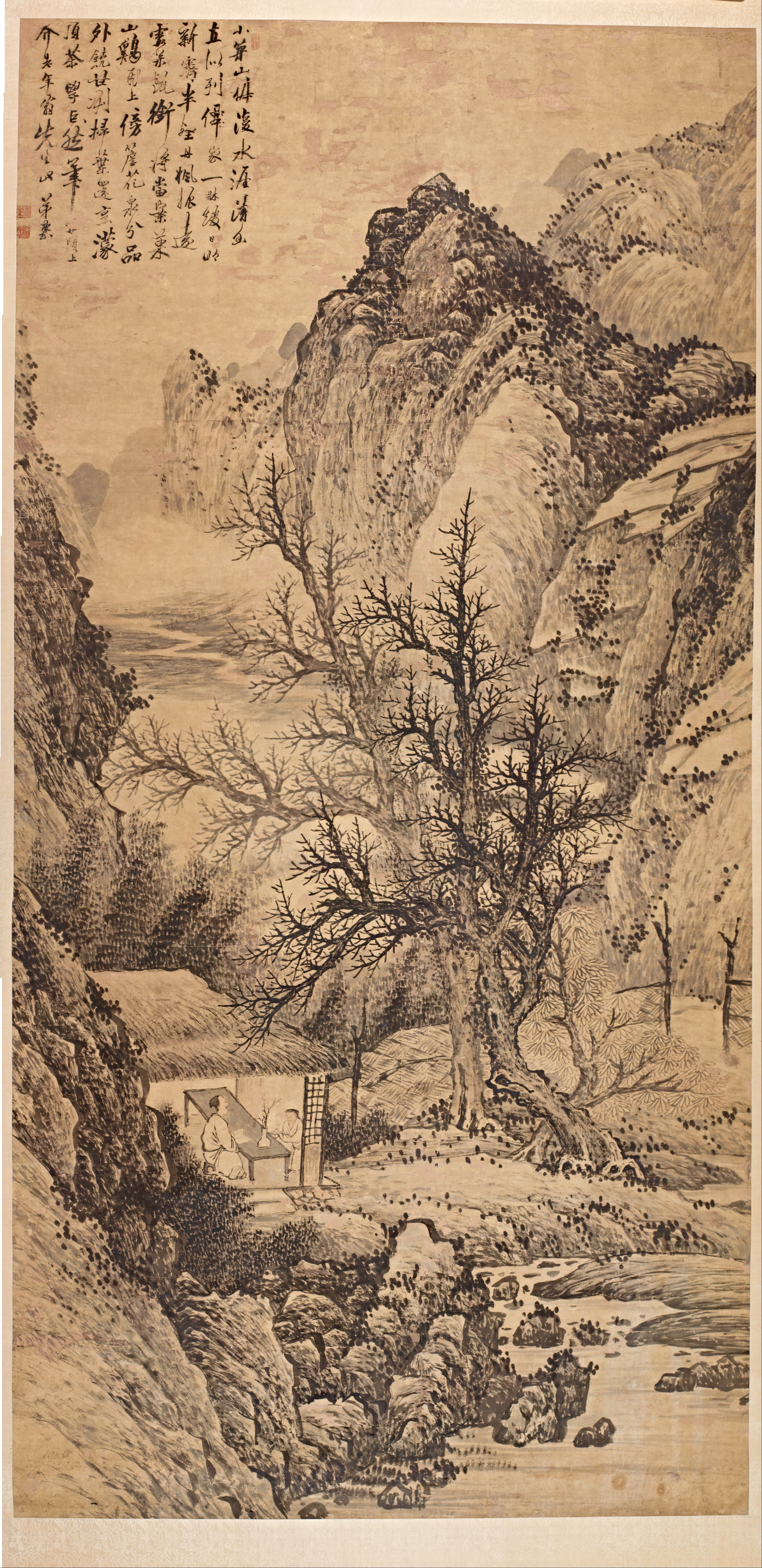

王槩は若くして詩画の才をあらわし、多くの年長の文人たちに親しんだ。人物を見込んでこれを女婿とした方文の詩集など関連資料から往来のあった人びとの名前をあげれば、まずあげられるのは在野の人びとであって、程邃（穆倩）・張怡（瑶星）・杜濬（于皇）・劉然（藜先）・文士英（及先）・李漁（笠翁）・陳淏（扶揺）・湯燕生（巌夫）・潘江（蜀藻）・龔賢（半千）・王楫（汾仲）・鄭簠（谷口）・黄虞稷（兪邰）・方熊（望子）・呉晋（介茲）・汪沈琇（西京）・馬孝思（永公）・程澎（飛濤）・大健（蒲庵）・元祚（木文）らはみな遺民文人、布衣、あるいは僧などであった。汪楫（舟次。のち琉球国王冊封使）・周在浚（雪客）とは彼らが官職につく前からの交際であり、交遊のあった銭陸燦（湘霊）は挙人身分を取り消された在野の学者であった。
王輔・王槩父子は杭州から南京に転居してきた李漁、陳淏と親しく、李漁らが杭州にもどったあとも、その関係はつづいた。『西湖佳話』（康煕12年序刊）巻頭の精巧な多色刷りの図版には陳淏とともに王槩兄弟が名をとどめ、『芥子園画伝』初集（康煕18年、李漁序）は李陳王三家の協同によって制作されたことが伺われる。『西湖佳話』を刊行した「金陵王衙」とは、王槩一家の経営する書肆である可能性が高い。
一方で王槩は、周亮工（櫟園）・宋琬（茘裳）・施閏章（愚山）・曹溶（秋岳）・王又旦（幼華）・曹寅（楝亭）ら、清朝の現職高官や退職した高官の知遇をうけた。江南士人のあいだに声望のあった周亮工は『印人伝』においてまだ若い王槩の人物と画・篆刻を推賞している。康煕6年（1667年）、南京にきた宋琬が諸士と秦淮に集った際、王槩は扇頭画を描いて贈り（『写心集』巻3、宋琬「答王安節」）、康煕8年（1669年）にも宋琬から姜廷幹（綺季）・周金然（広居）らとともに招かれて秦淮河に遊んだ（周金然『娯暉草』巻1）。康煕11年（1672年）冬、四川按察司使として赴任する宋琬が南京を通過した際、龔賢らとともに送別、王槩は「蜀道易」と題した画と詩を贈った（『清画家詩史』乙上）。康煕22年（1683）秋、曹溶が南京の懶園に諸名士を招いて宴集した際、これに参加（『天淵閣後集』巻8）。康煕28年（1689年）秋、孔尚任（東塘）が南京冶城道院でひらいた宴には王蓍・王臬とともに参加している（『湖海集』巻7）。康煕36年（1697年）、曹寅（『紅楼夢』の作者曹雪芹の祖父にあたる）にもとめられて王蓍とともに「楝亭夜話図」に題し（『紅豆樹館書画記』巻4）、曹寅にも「戯題王安節画」2首（『楝亭詩鈔』巻4）がある。

## 画業
王槩は兄弟で『芥子園画伝』を制作したことによって最も知られるが、南京在住の文人や南京に遊ぶ文人らと広く交際し、応酬の詩や画をのこした。伝世の作品や著録されている作品は少なくない。康煕11年「対花訓子図」（『江蘇文人年表』）。特に康煕20年代にはいって以後旺盛な作画活動をおこなった。康煕21年冬「玉山観画図」（『伝世作品年表』）、康煕22年「山水図」（同）、康煕23年「端午景図」、康煕24年2月「松閣聴泉図」、康煕25年「早春書屋図」、康煕26年「山斎把巻図」（『江蘇文人年表』）、康煕27年「白描人物故事図冊」、康煕28年「聴雨図巻」補作（『江蘇文人年表』）、康煕29年「江山臥遊図巻」「江山清照図」、康煕31年「泰岱喬松図」「山水図」、康煕32年「万残草堂図」、康煕33年「杞城別業図」、康煕35年「仙巌楼閣図」、康煕36年「仮鶴図巻」、康煕37年「三秋果卉図鑑」、康煕38年「東園万竹図」扇、康煕40年「山捲晴雲図」、康煕44年「採芝図」扇など。

## 『芥子園画伝』の図版

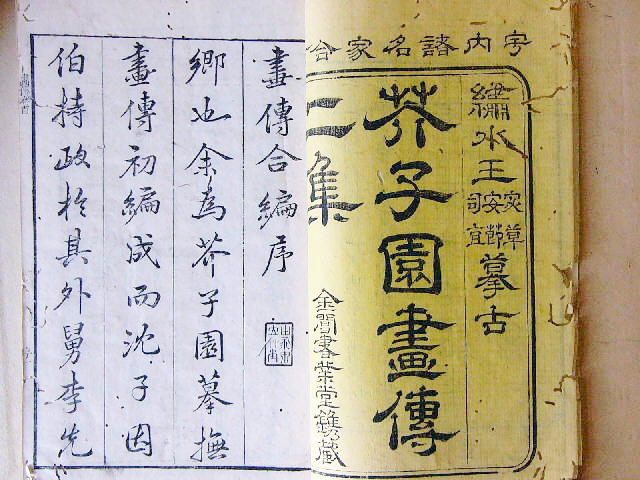
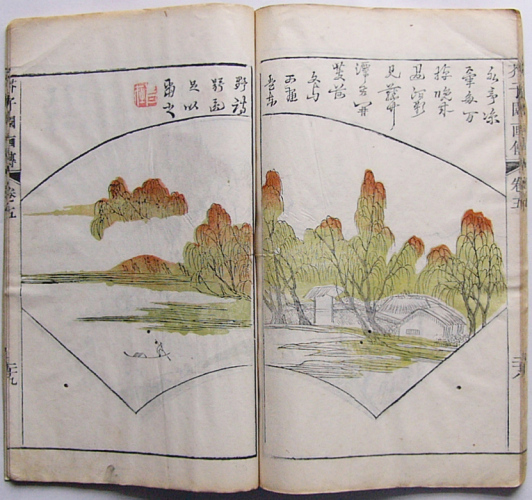
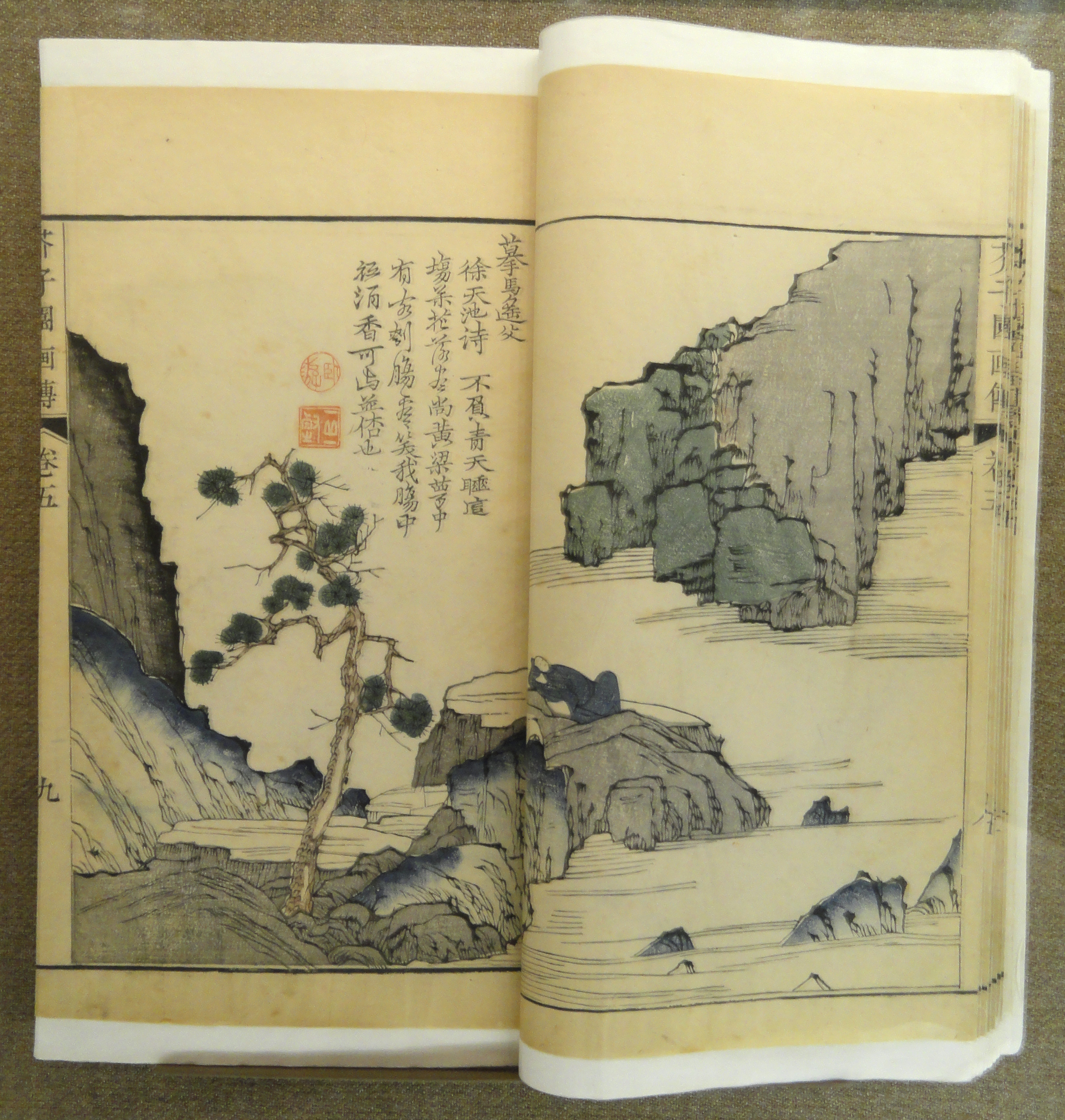

## 文事
王槩は周亮工の詩文集『頼古堂集』24巻（康煕14年序）を呉晋とともに編集し、また岳父方文の詩集『嵞山集』12巻、続集4巻、又続集5巻、全21巻（康煕28年跋）を編集した。南京で進められた『江南通志』76巻（康煕23年序）の編纂に協力し、その手になる「山川形勝」図50幅が同書に載る。文集に『山飛泉立堂文稿』不分巻がある。